# Corky Calhoun
David L. Calhoun, detto Corky (Waukegan, 1º novembre 1950), è un ex cestista statunitense, professionista nella NBA.

## Carriera
Venne selezionato dai Phoenix Suns al primo giro del Draft NBA 1972 (4ª scelta assoluta).

## Palmarès
- Campionato NBA: 1

Portland Trail Blazers: 1977